# Чжао Хунчжу
Чжао Хунчжу (род. июль 1947, Нинчэн, Внутренняя Монголия) — китайский политик, партийный деятель. С 2012 по 2017 год секретарь ЦК КПК и одновременно 1-й заместитель секретаря Центральной комиссии КПК по проверке дисциплины.
Член КПК с августа 1969 года, член ЦКПД 15 созыва, член Посткома ЦКПД 16 созыва, член ЦК КПК 17-18 созывов, секретарь ЦК 18 созыва.

## Биография
По национальности ханец, родился в семье фермера. Окончил ЦПШ. Свой путь начал в НОАК в 1965 году, перейдя затем с 1976 года на работу во Внутренней Монголии.
В 1998—2000 годах замминистра контроля КНР.
В 2000—2007 гг. замзаведующего Орготделом ЦК КПК.
В 2007—2012 годах глава парткома пров. Чжэцзян и в 2008—2012 гг. пред. ПК СНП провинции, где сменил будущего генсека ЦК КПК Си Цзиньпина. Его назначение в пров. Чжэцзян называлось как происшедшее с подачи Ху Цзиньтао, самого Чжао указывали членом близкой к Ху Цзиньтао фракции комсомольцев в КПК.
С ноября 2012 года 1-й заместитель секретаря Центральной комиссии КПК по проверке дисциплины 18 созыва.
Женат, имеет дочь.